# 이봉주
이봉주(李鳳柱, 1970년 10월 10일~)는 대한민국의 육상인이다. 종교는 불교이다. 본관은 전주(全州)이며 조선 11대 군주 중종의 아들인 덕흥대원군(德興大院君)의 후손이다.
그는 2000년 2월 13일 도쿄에서는 2시간 7분 20초로, 1992년 1월 26일 도쿄에서는 1시간 1분 04초로 한국 남자 마라톤의 현재 기록을 세웠다. 그는 19년 동안 두 번의 전국 기록을 가지고 41번의 마라톤을 완주했다.

## 생애

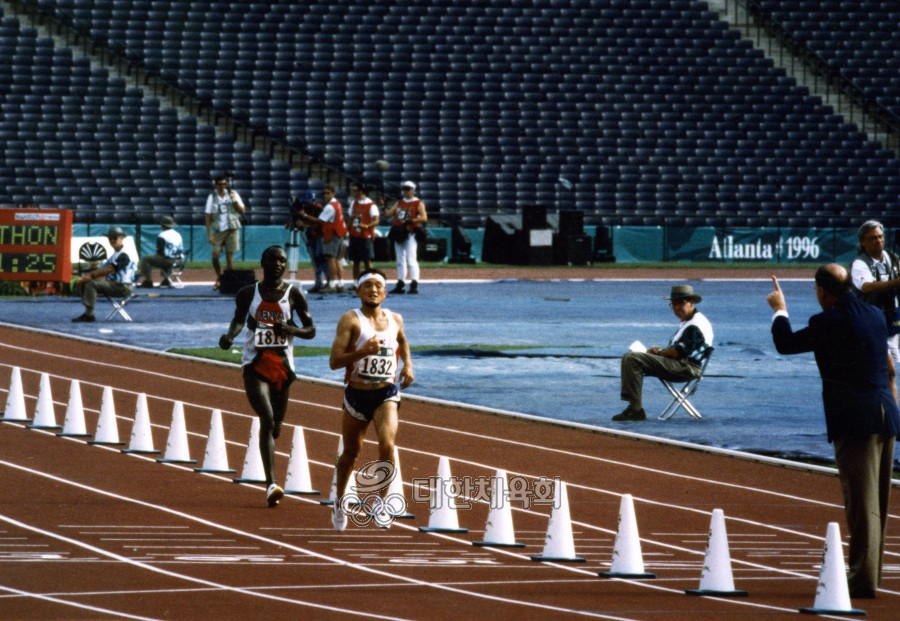
1996 애틀란타 올림픽 마라톤 이봉주 선수

충청남도 천안시 성거읍 소우리에서 태어나  성거초등학교, 천성중학교를 졸업했다. 육상부가 있는 고등학교를 찾아  천안농고- 삽교고등학교 -홍성 광천고등학교(25회 졸업) 다니며 고3 때 전국체육대회에서 동메달을 따 대학입학 자격을 얻었다. 서울시청에 입단해 서울시립대학교 무역학과(야간)를 졸업했고  1993년 전국체육대회 마라톤에서 2시간 10분 27초로 우승하며 혜성처럼 등장 후 같은해 호놀룰루 마라톤에서 역시 우승하였다. 
1996년 애틀란타 올림픽에서 은메달을 차지하고 1998년 4월 19일 로테르담 마라톤에서 2시간 7분 44초로, 2000년 2월 13일 도쿄 국제 마라톤 대회에서 2시간 7분 20초로 대한민국 신기록을 세웠다.
2001년 제105회 보스턴 마라톤과 2002년 아시안 게임, 2007년 서울 국제 마라톤에서 우승했다.
2008년 8월 24일 2008년 하계 올림픽 마라톤 경기에서는 아프리카 선수들의 페이스에 밀리며 2시간 17분 56초로 28위에 머물렀다. 개인 통산 서른여섯번째 완주였다.
2009년 10월 21일 제90회 전국체전 마라톤 대회에서 2시간 15분 25초 만에 완주해 1위로 결승점을 통과, 그의 은퇴 경기이자 41번째 완주를 마무리했다.

## 기록

#### 국제대회
- 1996년 8월 4일 애틀랜타 올림픽 은메달, 2시간 12분 39초
- 1998년 4월 19일 로테르담 마라톤, 2시간 7분 44초
- 1998년 12월 20일 방콕 아시아경기대회, 2시간 12분 32초
- 2000년 2월 13일 도쿄 마라톤 2위, 2시간 7분 20초(25년째  한국기록)
- 2001년 4월 17일 보스턴 마라톤 우승, 2시간 09분 43초
- 2002년 10월 14일 부산아시아경기대회 2연패, 2시간 14분 04초

※한국 날짜

## 예능
| 연도 | 방송사 | 제목                     | 역할                         | 비고     |
| ---- | ------ | ------------------------ | ---------------------------- | -------- |
| 2011 | MBC    | 댄싱 위드 더 스타 시즌 1 | 출연진                       | 1기      |
| 2013 | 채널 A | 불멸의 국가대표          | 출연                         |          |
| 2013 | MBC    | 백투더스쿨               | 출연                         |          |
| 2016 | SBS    | 백년손님                 | 출연                         |          |
| 2019 | JTBC   | 뭉쳐야 찬다              | 출연                         | 고정출연 |
| 2019 | JTBC   | 아는형님                 | 게스트 (with 진종오, 양준혁) | 184회    |
| 2019 | JTBC   | 찰떡콤비                 | 게스트                       |          |
| 2021 | KBS2   | TV는 사랑을 싣고         | 게스트                       | 116회    |

## 방송
- 생방송 행복드림 로또 6/45 게스트 919회
- 아침마당 게스트 8884회

## 드라마
- 《프로포즈 대작전》(TV조선, 2012년)
- 《역류》(MBC, 2017년) - 이정주 역

## 영화
- 《페이스 메이커》(2012년)

## 저서
- 《봉달이의 4141》 (2010년), 에세이집으로  책 제목은   41세의 나이에  41번 풀코스 완주했다는 의미다.

## 특이사항

### 봉주로
이봉주가 태어난  대한민국 충청남도 천안시  성거읍에는 이봉주의 이름을 딴 ‘봉주로’가 있다.

## 기타 이력
- 前 더불어민주당 스포츠행정특임위원

## 같이 보기
- 손기정
- 황영조